# Гарсия, Соле
Агустина Соледад (Соле) Гарсия (исп. Agustina Soledad (Sole) García, 12 июня 1981, Конкордия, Аргентина) — аргентинская хоккеистка (хоккей на траве), нападающий. Серебряный призёр летних Олимпийских игр 2000 года, двукратный бронзовый призёр летних Олимпийских игр 2004 и 2008 годов, двукратная чемпионка мира 2002 и 2010 годов, бронзовый призёр чемпионата мира 2006 года, двукратная чемпионка Америки 2001 и 2004 годов, двукратная чемпионка Панамериканских игр 1999 и 2003 годов, серебряный призёр Панамериканских игр 2011 года.

## Биография
Соле Гарсия родилась 12 июня 1981 года в аргентинском городе Конкордия.
Играла в хоккей на траве в Аргентине за «Университарио» из Кордовы, в Германии за «Рот-Вайсс» из Кёльна, в Нидерландах за «Пуш» из Бреды, «Ларен» и «Стихтисе» из Билтховена.
В составе сборной Аргентины среди юниорок дважды была призёром чемпионата мира, завоевав бронзу в 1997 году и серебро в 2001 году. В 2002 и 2004 годах Международная федерация хоккея на траве признала её лучшим молодым игроком мира.
В 2000 году вошла в состав женской сборной Аргентины по хоккею на траве на летних Олимпийских играх в Сиднее и завоевала серебряную медаль. Играла на позиции нападающего, провела 8 матчей, забила 4 мяча (два в ворота сборной Нидерландов, по одному — Австралии и Китаю).
В 2004 году вошла в состав женской сборной Аргентины по хоккею на траве на летних Олимпийских играх в Афинах и завоевала бронзовую медаль. Играла на позиции нападающего, провела 6 матчей, забила 4 мяча (по одному в ворота сборных Испании, Японии, Новой Зеландии и Нидерландов).
В 2008 году вошла в состав женской сборной Аргентины по хоккею на траве на летних Олимпийских играх в Пекине и завоевала бронзовую медаль. Играла на позиции нападающего, провела 7 матчей, забила 2 мяча (по одному в ворота сборных Великобритании и Новой Зеландии).
Дважды выигрывала золотые медали чемпионата мира — в 2002 году в Перте и в 2010 году в Росарио. Кроме того, в 2006 году в Мадриде стала бронзовым призёром.
Дважды выигрывала чемпионат Америки в 2001 и 2004 годах.
Дважды завоёвывала золотые медали хоккейных турниров Панамериканских игр — в 1999 году в Виннипеге и в 2003 году в Кингстоне. В 2011 году в Гвадалахаре выиграла серебро.
Выиграла семь медалей Трофея чемпионов: золото в 2008, 2009 и 2010 годах, серебро в 2002, 2007 и 2011 годах, бронзу в 2004 году.
В 1999—2011 годах провела за сборную Аргентины 231 матч.
После окончания игровой карьеры стала тренером. Возглавляет хоккейную команду «Уру Куре» из Рио-Куарто.